# アナザーフェイス (小説)
『アナザーフェイス』は、堂場瞬一による警察小説のシリーズ。2010年から文春文庫より書き下ろしで刊行されている。
2012年に仲村トオル主演でテレビ朝日系にてテレビドラマ化された。
育児と仕事を両立するために捜査一課から刑事総務課に異動させてもらったシングルファザーの大友鉄は、能力を惜しまれ、上司の命令で特捜本部に加えられる。

## 作品リスト
- すべて文春文庫

| # | タイトル                      | 発行日             | ISBN              | あらすじ |
| - | ----------------------------- | ------------------ | ----------------- | --- |
| 1 | アナザーフェイス              | 2010年07月10日発行 | 978-4-16-778701-1 | 銀行員の息子（6歳）の誘拐事件が発生する。かつての上司の要請で特別に捜査本部に加わった大友は、警戒心を抱かせないその特性で家族の緊張を解きほぐしていく。ところが、犯人が身代金の受け渡し場所として指定してきたのは後楽公園。同日、すぐ傍の東京ドームでは、人気アイドルグループのコンサートが行われ、身代金を手に入れた犯人は5万人の客の中に紛れ込み、まんまと逃げおおせる。子どもは無事に返されるが、事件のショックで言葉を失ってしまっていた。 |
| 2 | 敗者の嘘                      | 2011年03月10日発行 | 978-4-16-778702-8 | 神保町で発生した強盗放火殺人事件の容疑者が任意捜査中に自殺する。被疑者死亡で終わると思われていたこの事件に、女性弁護士が自分が真犯人だと名乗り出てくる。上司の福原の命令で特捜本部に入った大友が取調べを始めるが、確固たる証拠は得られず、本部は彼女を愉快犯だと決める。 |
| 3 | 第四の壁                      | 2011年12月10日発行 | 978-4-16-778703-5 | 大学時代に所属していた劇団「夢厳社」の20周年記念公演を観覧していた大友の目の前で、劇団の主宰者が刺殺される。独裁者とも呼ばれた彼には敵が多く、テレビの世界に進出し成功を収めた元劇団員たちとの間にも少なからず確執があった。かつての仲間たちの中に犯人がいるという特殊な状況下で、大友は苦しい捜査を進める。 |
| 4 | 消失者                        | 2012年11月10日発行 | 978-4-16-778705-9 | 捜査三課からの要請で老練のスリ・平山の逮捕に協力することになった大友は、至近で自殺を図ろうとした青年の救助を優先し、サラリーマンからアタッシュケースをひったくっていった平山を取り逃がしてしまう。ひったくりの被害者が名乗り出ないまま、平山の足取りを追う大友だったが、翌日平山の他殺体が発見される。遅々として捜査が進まない中、平山の弟子を名乗る青年が接近してくる。                                                                       |
| 5 | 凍る炎                        | 2013年12月10日発行 | 978-4-16-778706-6 | 「燃える氷」と呼ばれるメタンハイドレートの研究施設で、密室殺人事件が発生した。中国人窃盗団による宝石店爆破事件の捜査に当たっていた大友鉄も、応援要因として捜査に参加する。被害者が研究していた「ある技術」を調べていく中で大友は、メタンハイドレートを巡る最悪の謀略に巻き込まれていくこととなる。本作は『警視庁追跡捜査係』シリーズの『刑事の絆』とのコラボレーション作品で、物語の「前編」にあたる。                                         |
| 0 | 親子の肖像 アナザーフェイス 0 | 2014年10月10日発行 | 978-4-16-790197-4 | 妻が亡くなり、シングルファザーとなった若かりし日の大友の姿を描く6編が収録されている。 第88代警視総監、池田克彦との対談を巻末に収録。 |
| 6 | 高速の罠                      | 2015年03月10日発行 | 978-4-16-790312-1 | メタンハイドレート事件で銃撃された大友鉄は、長野の実家で療養していた。優斗は父を訪ねるため高速バスで長野に向かうが、休憩のために立ち寄ったパーキングエリアで行方不明になってしまう。鉄も現場に急行し自ら捜索に加わり、遅延していたバスを先に送り出すが、バスは間もなく大事故を起こしてしまう。警視庁の権限が及ばない地で鉄が息子のために奮闘する。                                                                                             |
| 7 | 愚者の連鎖                    | 2016年 3月10日発行 | 978-4-16-790564-4 | |
| 8 | 潜る女                        | 2017年3月10日発行  | 978-4-16-790803-4 | |

## 登場人物

### 主人公とその家族
大友鉄（おおとも てつ）
警視庁刑事部刑事総務課刑事特別捜査係主任。階級は巡査部長。35歳（第1作）→38歳（第4作）。町田市のアパートで一人息子の優斗と二人暮らし。
2年前まで捜査一課の刑事だったが、妻・菜緒が交通事故で亡くなり、育児との両立のために捜査の現場を離れ、総務課への異動を希望した。
学生時代は芝居に打ち込み、演じる役になりきることかけては人一倍上手く、当時身に付けた、自在に涙を流せる能力と、どこにいてもその場にとけ込める能力は今なお健在である。スポーツ全般が不得手な運動音痴。不思議と他人に警戒心を与えないタイプで、質問すると相手がつい話してしまう能力は度々羨ましがられる。イケメンと評されることが多いが、今なお亡き妻を想っている本人にその自覚はなく、知人の女性たちからは「無意識過剰」と言われる。荒事が苦手な優男で、一課時代の容疑者逮捕時には大抵一歩下がっていた。
菜緒とは学生時代からの付き合いで、仕事が終わるまで優斗を預かってくれる義母の聖子とも付き合いは長いが、菜緒の存命時は深い交流はなかった。聖子の無遠慮な態度にはいつまで経っても慣れず、どちらかというと苦手意識を持っている。
愛車は3リッターオーバーの真っ赤なアルファロメオ・147で、元々は菜緒の愛車だった。
高校教師だった実父は定年退職後、趣味で目覚めた農業に試行錯誤しながら励んでいる。
大友優斗（おおとも ゆうと）
大友の長男。小学2年生（第1作）→小学5年生（第4作）→小学6年生(第6作)。ピーマンと小魚が苦手。サッカーが好きだが、父親譲りの運動音痴。
大友菜緒（おおとも なお）
2年前に交通事故で亡くなった大友の妻。「美人だった」ということは大友も優斗も否定しない。
体を動かすのが好きで、大学時代はラクロスとスキーのサークルを掛け持ちしていた。結婚後はジョギングに目覚め、ホノルルマラソン出場を目標にしていた。意外にスピード狂だった。
矢島聖子（やじま せいこ）
大友の義母（菜緒の母）。65歳（第1作）。5年前に夫を胃がんで亡くしてからは、町田市の自宅で茶道を教えながら悠々自適に暮らしている。
優斗の学校が終わった後、大友の仕事が終わるまで優斗を預かってくれる。菜緒が亡くなり、大友が一人で優斗を育てると宣言した時、食事は家で作って一緒に食べることを条件にサポートを申し出た。「お婆ちゃん」と呼ばれることを嫌がり、「聖子さん」と呼ばせている。
大友が仕事で帰れなくなった時は、渋々ながら優斗の面倒を見てくれる。大友に見合いを薦める。

### 警視庁
畑野（はたの）
刑事総務課の同僚。
白木（しらき）
刑事総務課の課長。
福原聡介（ふくはら そうすけ）
刑事部特別指導官。気が短い。
大友が所轄で刑事になった時の署長であり、捜査一課に上がった時の課長でもあり、大友に刑事としての生き方に大きな影響を与えた人物である。
階級上は刑事部の実質的なNO.3で、巡査部長の大友が直接話をできるような相手ではないが、大友が一課を離れたことを惜しんでおり、大友の刑事としての腕と勘が錆びつかないように、“リハビリ”と称して現場に投入するが、往々にして現場では不評である。何かあると先人の言葉を引用して説教する格言癖がある。
柴克志（しば かつし）
捜査一課の刑事で、大友の同期。得意技は“暴走”で、大友が一課にいた時は彼が手綱を引く役目だった。体格は小柄だが、やたらと迫力のある顔は刑事というよりヤクザに近い。顔に似合わず、実は甘党である。
浅草生まれ。幼い頃から三社祭に親しんできたお祭り大好き男で、今でも祭りの日は休暇を取るほど。
高畑敦美（たかはた あつみ）
捜査共助課→捜査一課（第4作）。大友・柴とは同期。取り調べ技術の確かさは群を抜く「落としの名人」。筋肉質で、大友とさほど体格が変わらない。高校時代にはハンマー投げでインターハイ上位入賞、大学時代には女子ラグビーで活躍した。顔立ちは可愛いため、からかい半分に「アイドル系レスラー」と呼ぶ者もいる。
武本一朗（たけもと いちろう）
警視庁刑事部捜査二課の刑事。大友の同期。既婚者で千葉県在住。第4作では浮気をネタに半ば脅される形で大友に捜査情報の提供を求められる。
後山（あとやま）
捜査指導参事官。異動を間近に控えた福原の後任として大友の後見人となる。銀縁眼鏡をかけ、ダブルのスーツを着こなす。実家は茶道の家元で、その影響で部下である大友にも非常に丁寧な口調で話す。

### その他
沢登有香（さわと ゆか）
東日新聞の遊軍記者。事件が好きで、すぐに首を突っ込みたがる猪突猛進型。
馬場（ばば）
芸能事務所「アフターマス」社長。聞き込みに訪れた大友を本気でスカウトする。

## テレビドラマ
『アナザーフェイス 刑事総務課・大友鉄』は、2012年から2013年までテレビ朝日系「土曜ワイド劇場」で放送されたシリーズ。全2回。制作は朝日放送とテレパック。主演は仲村トオル。

### キャスト

#### レギュラー
主人公とその家族
- 大友鉄（警視庁刑事部刑事総務課） - 仲村トオル
- 大友菜緒（大友の妻・2年前交通事故死） - 陽月華（回想）
- 大友優斗（大友と菜緒の息子・小学2年生） - 鈴木福
- 矢島聖子（菜緒の母） - 吉行和子

警視庁
- 柴克志（警視庁刑事部捜査一課 刑事・大友の同期） - 木村祐一
- 新藤（芝浦警察署 刑事） - サイ・ホージン
- 福原聡介（警視庁刑事部 統括官） - 宇崎竜童

その他
- 沢登有香（東日新聞社会部 記者） - 黒谷友香

#### ゲスト
第1作「容疑者5万人の密室 育メンの別の顔」（2012年5月26日放送）
- 武本一朗（警視庁刑事部刑事二課・大友の同期） - 六角精児
- 羽田隆文（羽田鋼業 3代目社長） - 志賀廣太郎
- 早川（刑事） - 中島久之
- 森嶋亜樹（刑事） - 窪塚俊介
- 杵淵（刑事） - 大河内浩
- 峰岸（首都銀行 専務） - 須永慶
- 馬場（社長） - 池田成志
- バッグに近づいた2人組 - 菜葉菜、斉藤リナ
- ラーメン店主 - 坂本あきら
- 内海貴義（首都銀行渋谷支店 貸付係長） - 光石研
- 内海瑞希（内海の妻） - 遠山景織子
- AAA（アイドルグループ） - AAA（本人役）
- 佐川友光（首都銀行銀座支店 支店長） - 原金太郎
- 刑事 - 稲健二
- 内海貴也（内海と瑞希の息子・芝浦みつば幼稚園 園児） - 長島暉実
- 麻紀（佐倉の婚約者） - 大山ルミ
- 婦警 - 中村綾
- 東日新聞 記者 - 芹沢礼多
- 佐倉（羽田鋼業 社員） - 谷英明
- 記者 - 若山慎
- 牛山（管理官） - 益岡徹

第2作「敗者の嘘・人気シリーズ第二弾! 謎の美人弁護士・放火殺人の闇にあの男が挑む」（2013年4月20日放送）
- 高畑敦美（捜査共助課刑事・大友の同期） - 真琴つばさ
- 宇田真史（警視庁捜査一課 刑事） - 伊藤正之
- 山中四郎（警視庁職員） - 塩野谷正幸
- 渋谷博巳（スポーツ店の御曹司・窃盗の前科者） - 遠藤要
- 矢内（立川警察署 交通課長） - 阪田マサノブ
- 山中（山中の妻） - 酒井麻吏
- 村上拓平（渋谷の中高同級生） - 小柳心
- 上野 - 宮平安春
- 篠崎優（弁護士・渋谷の中学同級生） - ミムラ
- 看護師 - 小泉麻耶
- 福島茂之（車の持ち主） - 檜尾健太
- 母親 - 羽里早紀子
- 岩永一雅（警視庁捜査一課 管理官） - 益岡徹
- 黒原邦康（弁護士・新神田弁護士事務所所長・篠崎の上司） - 森本レオ
- ブンシリ、園岡新太郎、尾関伸嗣、河野朝哉、加藤竜治、山口みよ子、檀臣幸

### スタッフ
- 原作 - 堂場瞬一
- 脚本 - 中園健司
- 音楽 - 遠藤浩二（第2作）
- 監督 - 内片輝（朝日放送）
- 技術協力 - フォーチュン（第1作）、Kカンパニー（第1作）、バル・エンタープライズ（第2作）
- 照明協力 - ハートス
- 美術協力 - アイ・アール、思巧堂
- ポスプロ - ビデオスタッフ、アイネックス（第2作）
- 音響効果 - メディアハウスサウンドデザイン
- 警察監修 - 伊藤鋼一
- 第1作ライブ映像協力 - エイベックス・ライヴ・クリエイティヴ
- プロデューサー - 郷田美雄（朝日放送）、黒沢淳（テレパック）、小橋智子（テレパック）
- 制作 - 朝日放送、テレパック

### 放送日程
| 話数 | 放送日        | サブタイトル                                                             | 原作                                          | 脚本     | 監督   | 視聴率 |
| ---- | ------------- | ------------------------------------------------------------------------ | --------------------------------------------- | -------- | ------ | ------ |
| 1    | 2012年5月26日 | 容疑者5万人の密室 育メンの別の顔                                         | 「アナザーフェイス」 （文藝春秋刊）           | 中園健司 | 内片輝 | 14.0%  |
| 2    | 2013年4月20日 | 敗者の嘘・人気シリーズ第二弾! 謎の美人弁護士・放火殺人の闇にあの男が挑む | 「アナザーフェイス2 敗者の嘘」 （文藝春秋刊） | 中園健司 | 内片輝 | 13.5%  |

- 視聴率はビデオリサーチ調べ、関東地区・世帯